# ジュリー・マネ
ジュリー・マネ（Julie Manet、1878年11月14日 – 1966年7月14日）は、フランスの画家、美術収集家である。エドゥアール・マネの弟の画家ウジェーヌ・マネと画家ベルト・モリゾとの間の娘で、両親や叔父の絵のモデルになった女性である。

## 略歴

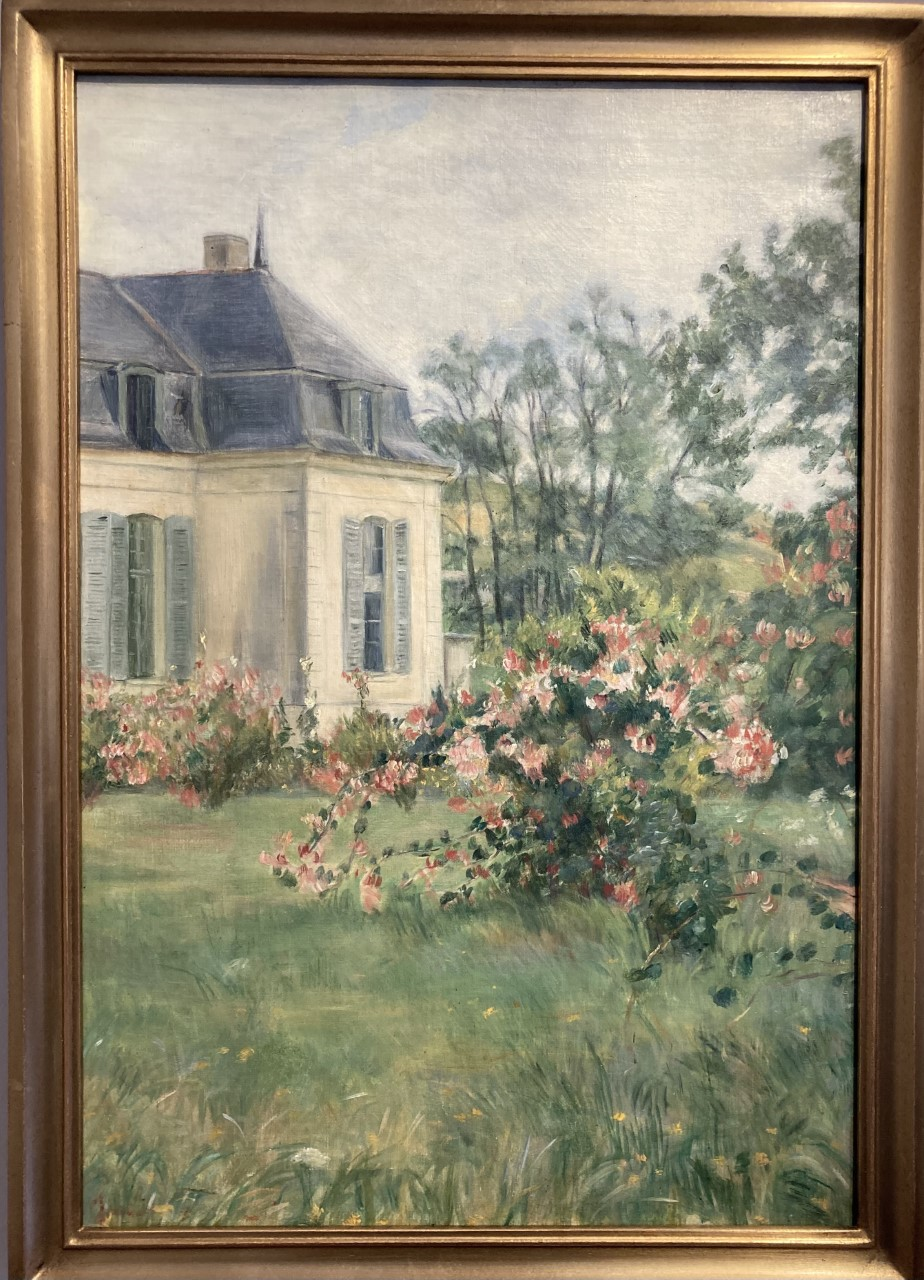
ジュリー・マネ作"Le Château du Mesnil"(c.1810)

パリ16区パッシーでウジェーヌ・マネとベルト・モリゾの間に生まれた一人娘であった。幼い頃から両親や叔父の絵画にしばしば描かれた。1892年に父親、1895年に母親を亡くし、16歳で孤児になり、マネの友人の文学者ステファヌ・マラルメが後見人となり、従妹たちと暮らした。家族の友人だった画家、ピエール＝オーギュスト・ルノワールらからも支援を受けた。
1900年の5月に、印象派の画家、アンリ・ルアールの息子で、画家、版画家のエルネスト・ルアール (Ernest Rouart:1874-1942) と結婚した。パッシーで、従妹の女性とマラルメの友人・弟子で、詩人ポール・ヴァレリーとの合同結婚式で祝福された。
画家として、母親のスタイルを継承し、知人や友人の女性の肖像画を描き、陶磁器の絵柄もデザインした。夫と共に叔父の生誕100年の回顧展や、ドガや母親の回顧展などの開催に関わった。夫との間に3人の子供が生まれ、子供たちの時代に、ジュリーの受け継いだマネやベルト・モリゾの作品などが美術館に寄贈された。
1987年には、ジュリー・マネの10代のころの日記が「Growing Up with the Impressionists: The Diary of Julie Manet」のタイトルで出版され、印象派の画家たちの生活や思想を知る資料となった。

## ジュリー・マネが描かれた作品

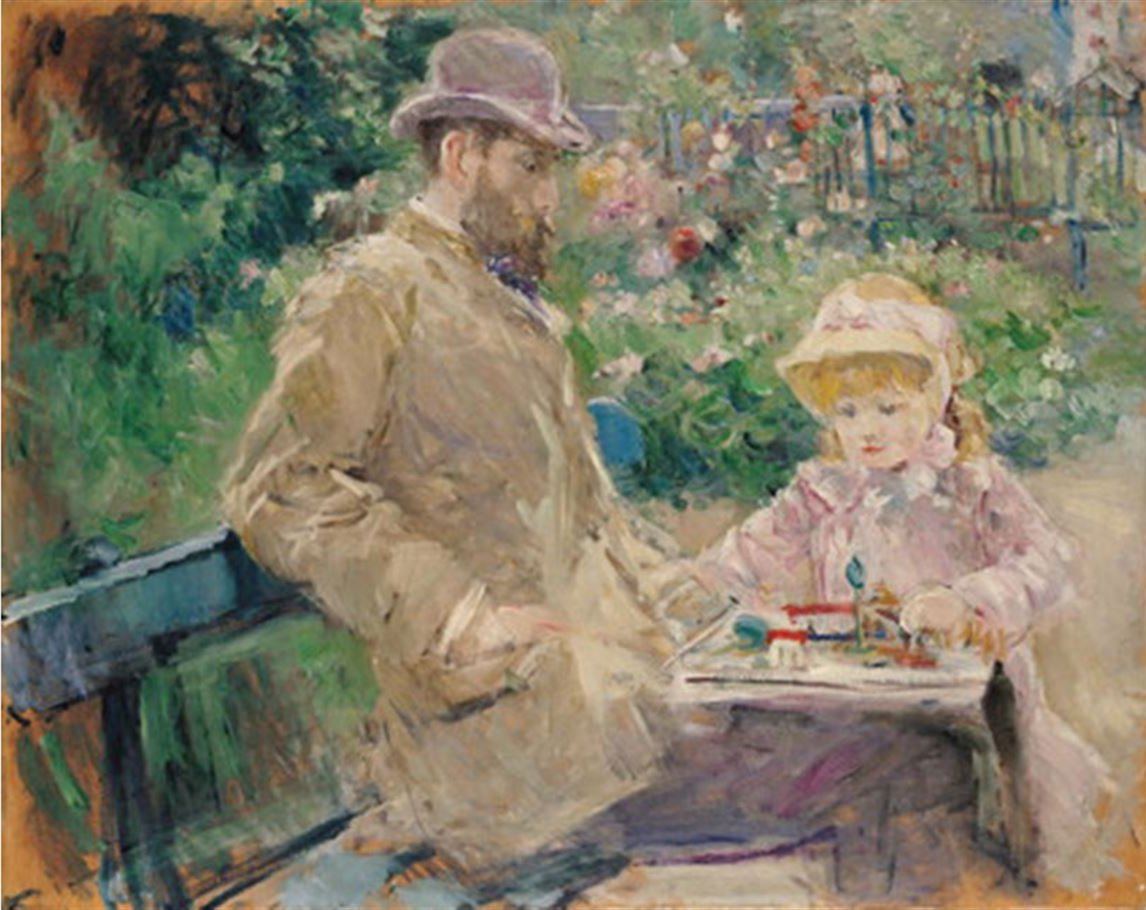
ベルト・モリゾ Eugène Manet and His Daughter at Bougival, 1881
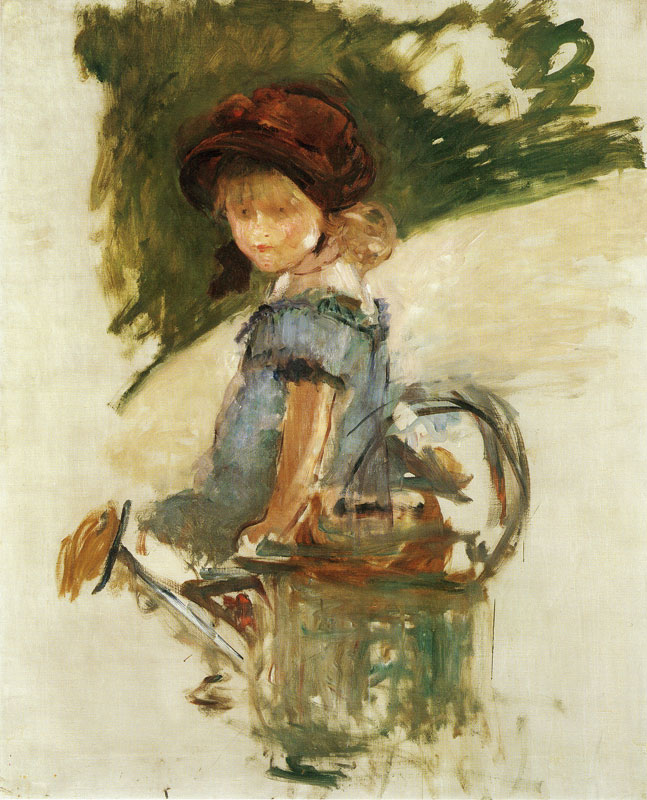
エドゥアール・マネ Julie Manet sitting on a Watering Can, 1882
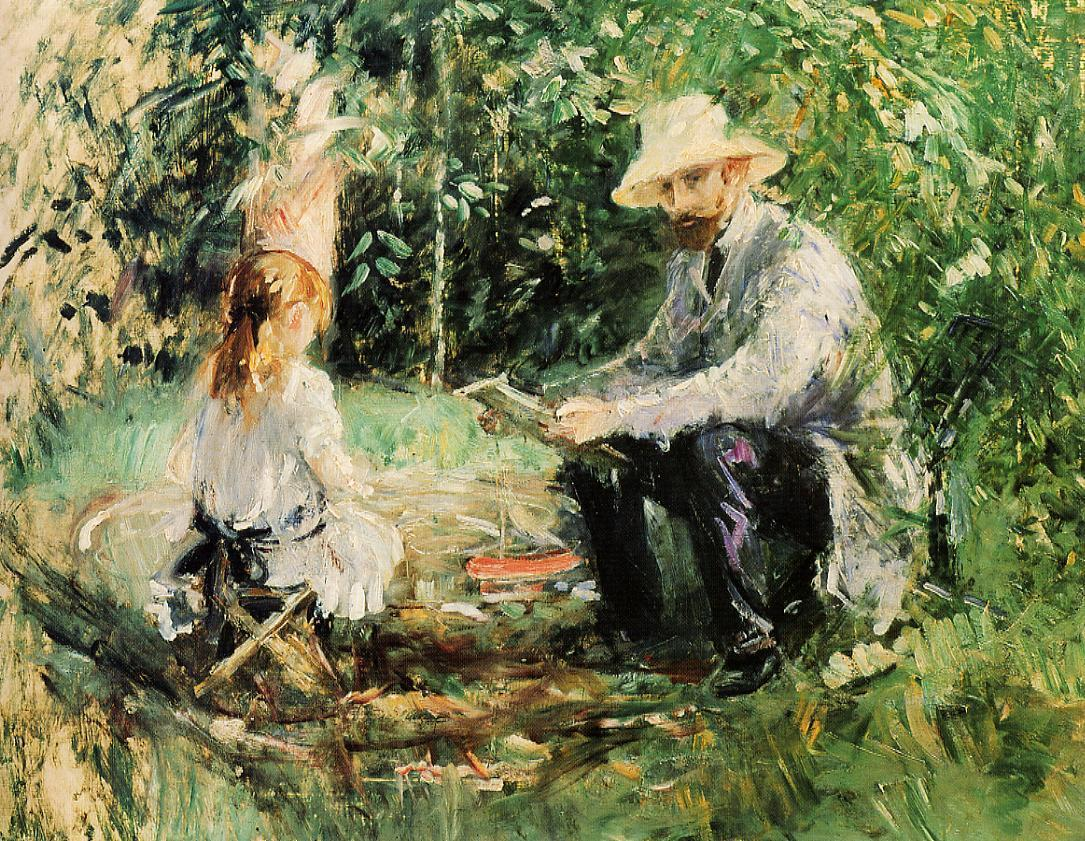
ベルト・モリゾ Eugène Manet and His Daughter in the Garden, 1883
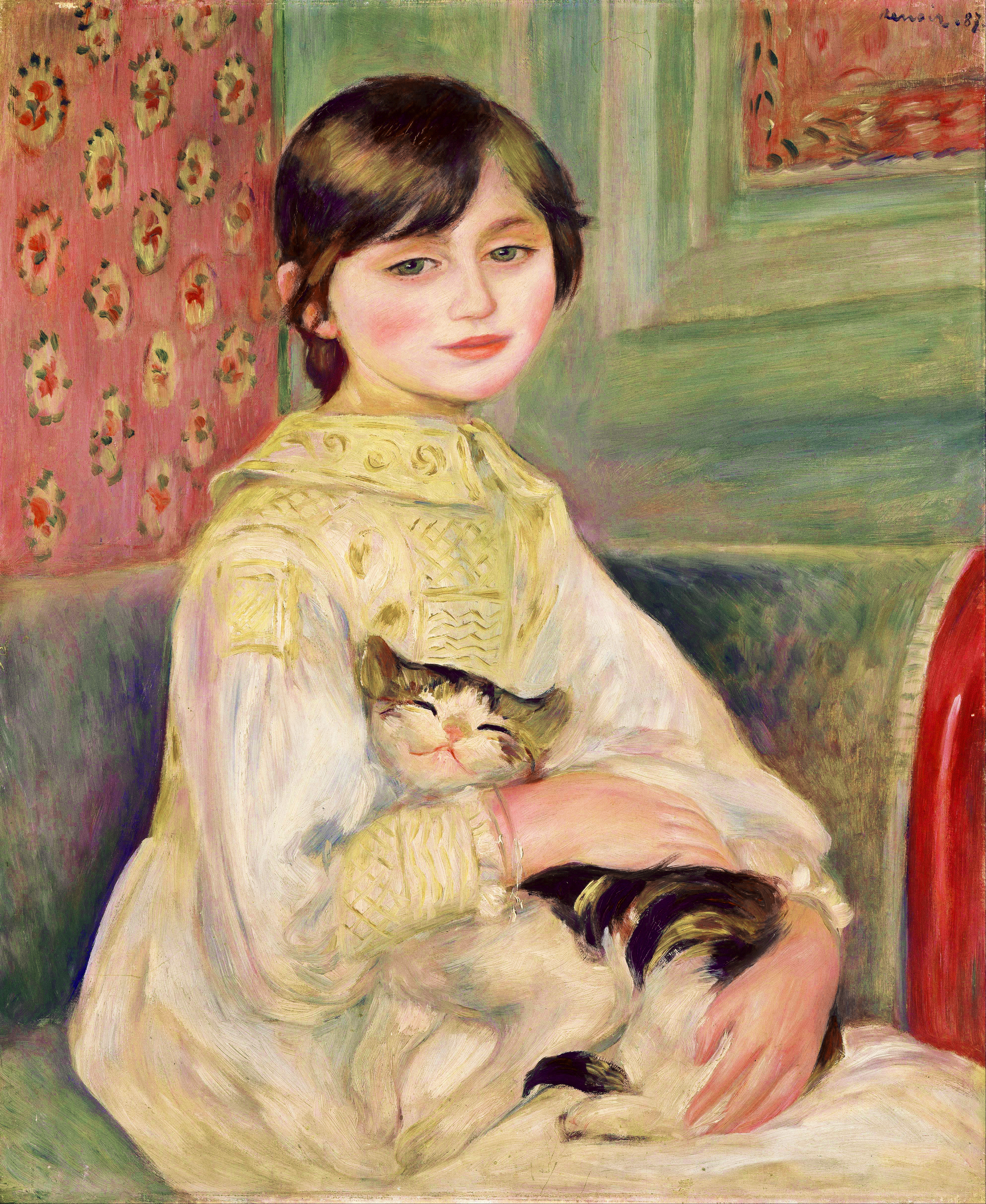
ルノワール Julie Manet with Cat, 1887
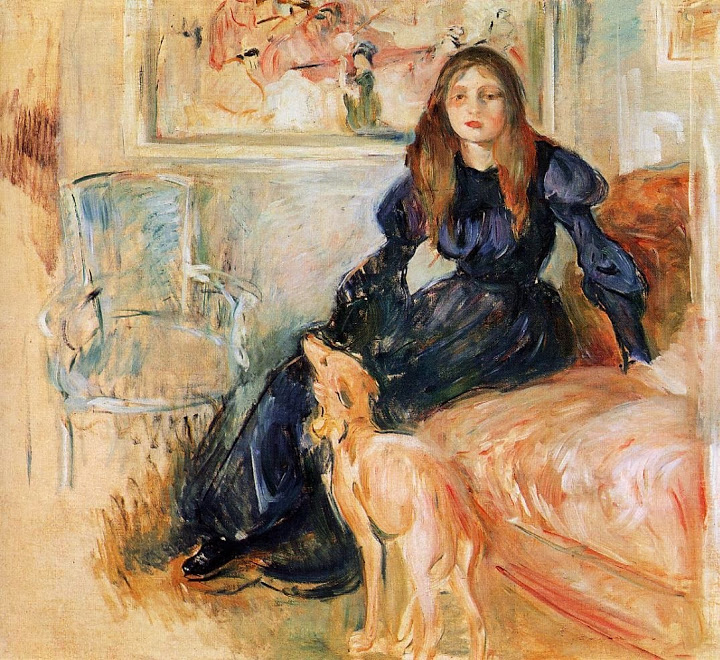
ベルト・モリゾ Julie Manet and Her Greyhound Laertes, 1893
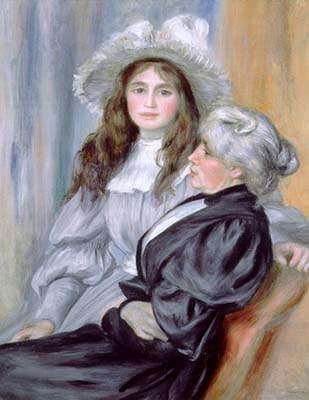
ルノワール Portrait of Berthe Morisot and daughter Julie Manet, 1894
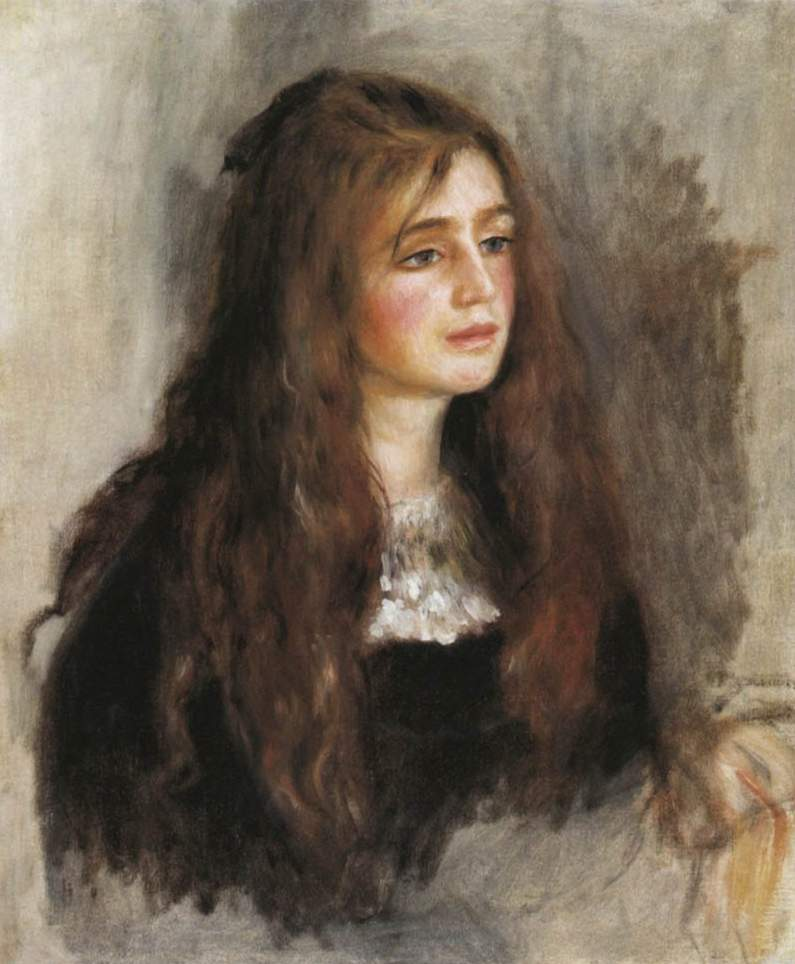
ルノワール Portrait of Julie Manet, 1894
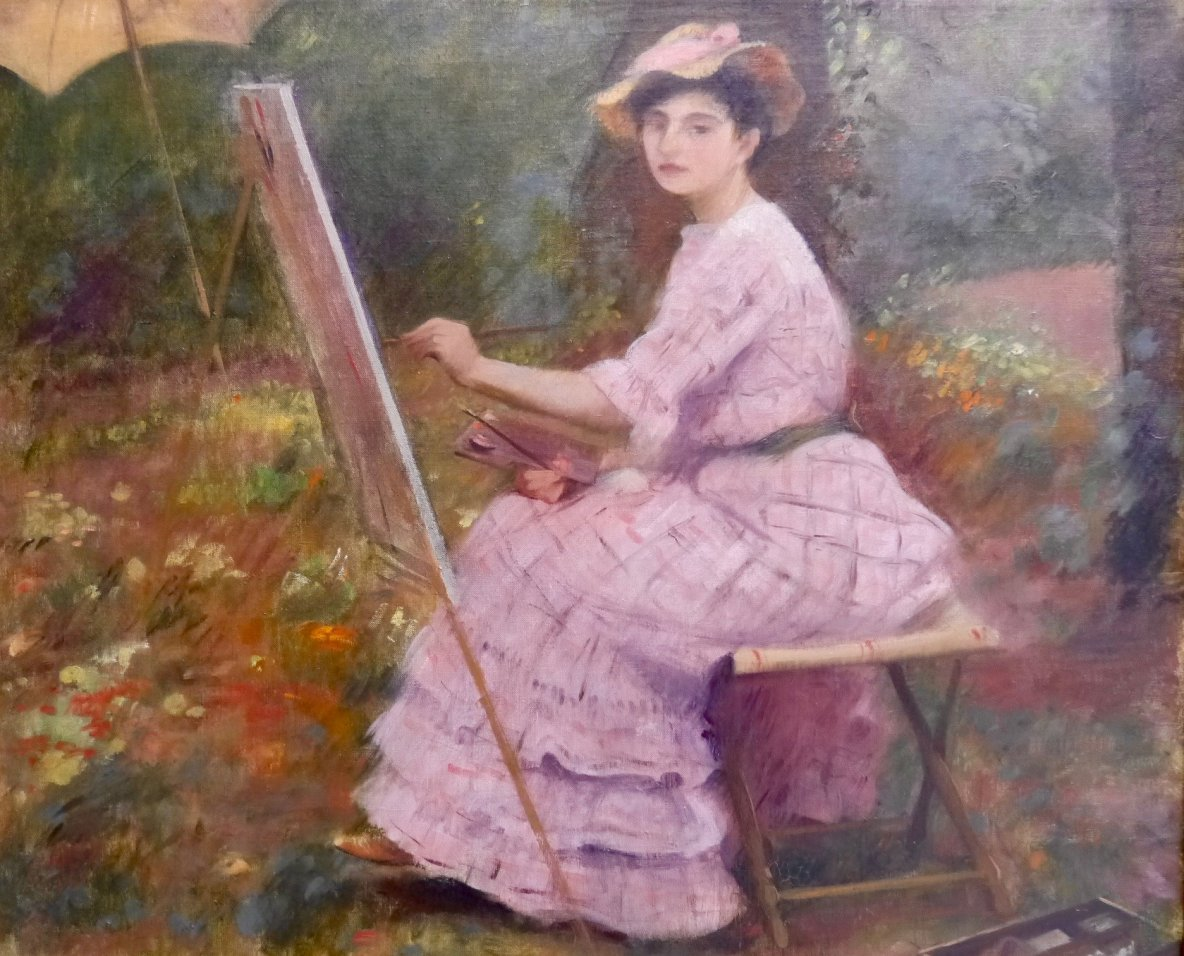
エルネスト・ルアール Portrait de Julie Manet peignant, 1905

## 関連図書
- Manet, Julie; Rosalind de Boland Roberts; Jane Roberts (1987). Growing Up with the Impressionists: The Diary of Julie Manet. London: Sotheby's Publications. ISBN 0-85667-340-4.
  - 『印象派の人びと　ジュリー・マネの日記』（橋本克己訳、中央公論社、1990年）

ロザリンド・ドゥ・ボランド＝ロバーツ／ジェーン・ロバーツ編
- Denvir, Bernard, The Chronicle of Impressionism: An Intimate Diary of the Lives and World of the Great Artists. London: Thames & Hudson, 2000.
  - バーナード・デンバー解説『印象派全史　巨匠たちの素顔と作品』池上忠治監訳、日本経済新聞出版社、1994年
  - 他に、バーナード・デンヴァー編『素顔の印象派』末永照和訳、美術出版社、1991年
- McCouat, Philip, Julie Manet, Renoir and the Dreyfus Affair, Journal Art in Society
- Meyers, Jeffrey, Impressionist Quartet: The Intimate Genius of Manet and Morisot, Degas and Cassatt. Orlando: Harcourt, 2005.
- Thomson, Belinda, Impressionism: Origins, Practice, Reception. The world of art library. London: Thames & Hudson, 2000.